# Anaclastis apicistrigellus
Anaclastis apicistrigellus är en fjärilsart som beskrevs av Edward Meyrick 1879. Anaclastis apicistrigellus ingår i släktet Anaclastis och familjen Crambidae. Inga underarter finns listade i Catalogue of Life.